# جزایر تورکس و کایکوس
جزایر تورکس و کایکوس (انگلیسی: Turks and Caicos Islands) در دریای کارائیب، جنوب شرق باهاما و شمال هائیتی واقع اسجزایر تورکس و کایکوس نام فارسی آن دخیل از انگلیسی است. تورکس از شباهت کاکتوس‌های آن به کلاه منگوله‌دار ترک‌ها؛ و کایکوس از زبان بومی لوکایی caya hico «سلسله جزایر»

## نام گذاری
نام این جزایر از کاکتوس کلاه ترکی (ملوکاکتوس) و همچنین از اصطلاح caya hico که دز زبان بومی به معنی «رشته‌ای از جزایر» می‌باشد، گرفته شده.

## تاریخ
در سال ۱۶۷۸ میلادی اولین مهاجران اروپایی وارد این جزایر شدند. پس از آن مهاجران جزایر تورکس و کایکوس با برقراری رابطه با مستعمره نشینان جزیرهٔ برمودا مشترکاً کار استحصال نمک را از معادن نمک سالت کی (Salt Cay) در گراند تورکس آغاز کردند. بریتانیا در آغاز حکومت جزایر تورکس و کایکوس را به باهاما واگذار کرد، در سال ۱۸۷۴ جزایر تورکس و کایکوس به صورت تحت‌الحمایهٔ جامائیکا درآمد، به دنبال استقلال جامائیکا در سال ۱۹۶۲ میلادی جزایر تورکس و کایکس مستقیماً تحت نظارت بریتانیا به صورت (Crown Colony) بریتانیا درآمد. در ۱۱ ژوئیه ۲۰۰۵ میلادی ریچارد تائووار به عنوان حاکم و در ۱۵ اوت ۲۰۰۳ میلادی نیز مایکل اوگن میسیک به سمت رئیس دولت منصوب شدند.

## سیاست
در ۱۱ ژوئیه ۲۰۰۵ میلادی ریچارد تائووار به عنوان حاکم و در ۱۵ اوت ۲۰۰۳ میلادی نیز مایکل اوگن میسیک به سمت رئیس دولت منصوب شدند.

## جغرافیا
پایتخت این جزایر، شهر کاکبرن تاون (Cockburn Town) با ۵ هزار نفر جمعیت می‌باشد. مساحت جزایر تورکس و کایکوس ۴۱۷ کیلومتر مربع و جمعیت آن نزدیک به ۲۲ هزار نفر می‌باشد.

## تقسیمات کشوری
از مهم‌ترین جزایر تورکس و کایکوس می‌توان به گراند تورک (Grand Turk)، ساوت کایکوس (South Caicos)، میدل کایکوس (Middle Caicos)، ایست کایکوس (East Caicos)، نورت کایکوس (North Caicos)، پروویدنشیالز (Providencials) و وست کایکوس (West Caicos) اشاره کرد.

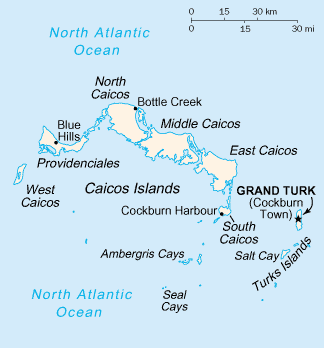

## اقتصاد
واحد پول جزایر تورکس و کایکوس، دلار آمریکا با واحد جزء (سنت) نام دارد. از مهم‌ترین صادرات جزایر تورکس و کایکوس می‌توان به خرچنگ، صدف و ذرت و حبوبات اشاره کرد. صنعت تولید نمک و توریسم و بانکداری نیز از عمده صنایع در جزایر تورکس و کایکوس محسوب می‌شود.

## مردم
نژاد ۹۰٪ مردم جزایر تورکس و کایکوس، سیاه و ۱۰٪ نیز دورگه، اروپایی و آمریکای شمالی هستند، همچنین دین ۴۰٪ اهالی تورکس و کایکوس، باپتیست، ۱۸٪ انگلیکان و ۱۶٪ متدیست هستند. زبان رسمی جزایر تورکس و کایکوس نیز انگلیسی است.